# 宝山寺駅
宝山寺駅（ほうざんじえき）は、奈良県生駒市門前町にある近畿日本鉄道生駒鋼索線（宝山寺線・山上線）の駅。駅番号はY18。
鳥居前駅から生駒山上駅まで乗り通す場合はこの駅で乗り換えとなる。近鉄で唯一、現在でも普通乗車券での途中下車が可能な駅である。

## 歴史
- 1918年（大正7年）8月29日：生駒鋼索鉄道の鳥居前 - 宝山寺間開業に伴い開業。
- 1922年（大正11年）1月25日：合併により、大阪電気軌道の駅となる。
- 1926年（昭和元年）12月30日：宝山寺2号線が開業し、鳥居前駅 - 宝山寺駅間複線化。
- 1929年（昭和4年）3月27日：生駒山上駅までの山上線が開業。
- 1944年（昭和19年）
  - 2月11日：山上線運行休止。
  - 7月：宝山寺2号線運行休止（設備撤去）され、宝山寺線単線化。
- 1945年（昭和20年）8月1日：山上線の運行再開。
- 1953年（昭和28年）4月1日：宝山寺2号線運行再開、宝山寺線複線化。

## 駅構造
改札口を入り右側に宝山寺線ホーム、左側に山上線ホームが設けられている地上駅。

### のりば
宝山寺線のりばは櫛形3面2線のホーム。通常時は中央の1面のみを使用。多客時は中央の1面が乗車用、外側の2面が降車用として使われる。
山上線のりばは頭端式2面1線のホーム。但し通常は1面のみの使用となっており、降車用に当たるホームは普段は使われない。
| のりば         | 路線          | 行先         | 備考                          |
| -------------- | ------------- | ------------ | ----------------------------- |
| 宝山寺線ホーム |               |              |                               |
| 1              | Y 宝山寺1号線 | 鳥居前方面   | 通常はこの1号線のみ使用       |
| 2              | Y 宝山寺2号線 | 鳥居前方面   | 多客時および1号線運休時に運行 |
| 山上線ホーム   |               |              |                               |
|                | Y 山上線      | 生駒山上方面 |                               |

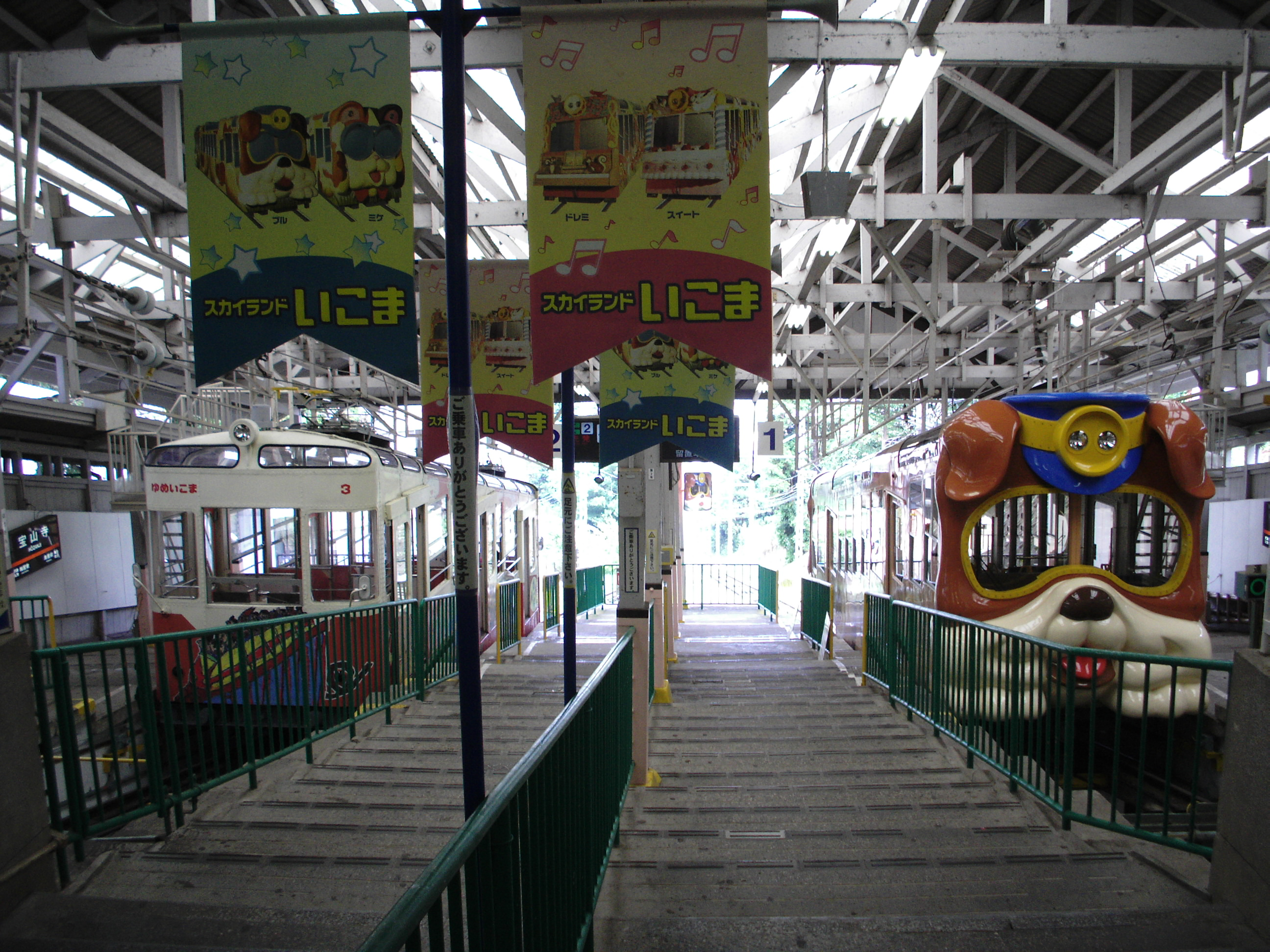
宝山寺線のりば（2007年8月）
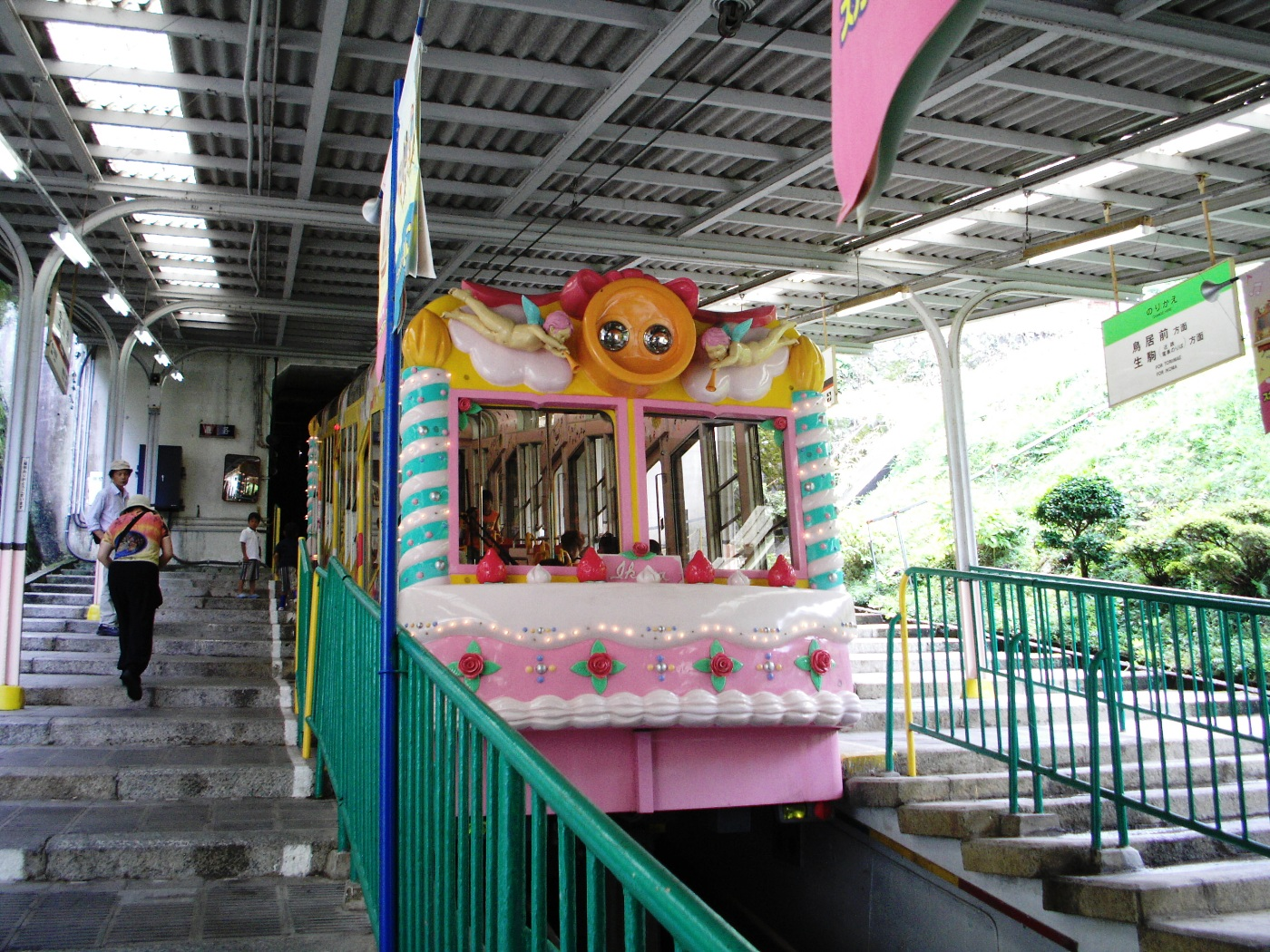
山上線のりば（2007年8月）

## 駅周辺
宝山寺と当駅の間に建ち並ぶ旅館の多くは、現在もかつての遊廓と変わらない営業を行っている。その一方で、当駅周辺は大阪市のベッドタウンとしての宅地化が進んでいる。
- 宝山寺
- 関西聖書学院
- 生駒市コミュニティバス「たけまる号」「門前駐在所」停留所

## 隣の駅
近畿日本鉄道
Y 生駒鋼索線（宝山寺線）
鳥居前駅 (Y17) - 宝山寺駅 (Y18)
Y 生駒鋼索線（山上線）
■直行
宝山寺駅 (Y18) - 生駒山上駅 (Y21)
■普通
宝山寺駅 (Y18) - 梅屋敷駅 (Y19)